# Queckbronn
Queckbronn ist ein Stadtteil von Weikersheim im Main-Tauber-Kreis im fränkisch geprägten Nordosten Baden-Württembergs.

## Geographie
Queckbronn liegt auf einer Anhöhe im Taubertal. Eine starke Ortsquelle ist für den Ort namengebend, daher auch der Name Queckbronn, welcher „lebendiger, frischer Brunnen“ bedeutet. In der Quellmulde eines kleinen zum Vorbach entwässernden Tals säumt das locker bebaute Dorf die Straße nach Weikersheim. Zur Gemarkung der ehemaligen Gemeinde Queckbronn gehört neben dem Dorf Queckbronn (⊙) kein weiterer Wohnplatz.

## Geschichte

### Mittelalter
Der Ort wurde um 1261 erstmals urkundlich als Qwecbruonnen erwähnt. Diese Bezeichnung deutet auf eine frische Quelle hin. Der kleine Weiler entstand wohl im ursprünglichen Zusammenhang mit dem nahe gelegenen Neubronn. Wie Neubronn gelangte auch Queckbronns 1422/23 durch Konrad von Weinsberg an Mainz, Würzburg und Pfalz-Mosbach, an die es verpfändet wurde. Der Ort fiel später wieder an Hohenlohe zurück. Queckbronn gehörte zur Zehnt Weikersheim.

### Neuzeit
1806 gelangte Queckbronn unter württembergische Souveränität und gehörte seit 1809 zum Oberamt Mergentheim. Seit 1938 gehörte der Ort zum Landkreis Mergentheim, der 1973 im Main-Tauber-Kreis aufging.
Im Zuge der Gemeindegebietsreform in Baden-Württemberg wurden am 1. Januar 1972 die bis dahin selbstständigen Gemeinden Queckbronn und Schäftersheim in die Stadt Weikersheim eingemeindet.

### Einwohnerentwicklung
Die Bevölkerung von Queckbronn entwickelte sich wie folgt:
| Jahr | Bevölkerung |
| ---- | ----------- |
| 1961 | 151         |
| 1970 | 143         |
| 2019 | 116         |

## Politik
Die Blasonierung des Queckbronner Wappens lautet: In Gold der schwarze lateinische Großbuchstabe Q.

## Religion
Kirchlich gehörte der Ort wohl mindestens seit dem 17. Jahrhundert zu Weikersheim. Die katholische Kirchengemeinde Queckbronn wird von der katholischen Kirchengemeinde Zum kostbaren Blut in Weikersheim betreut.
Die evangelische Kirchengemeinde Weikersheim umfasst neben der Kernstadt Weikersheim auch die Stadtteile Honsbronn und Queckbronn.

## Kultur und Sehenswürdigkeiten

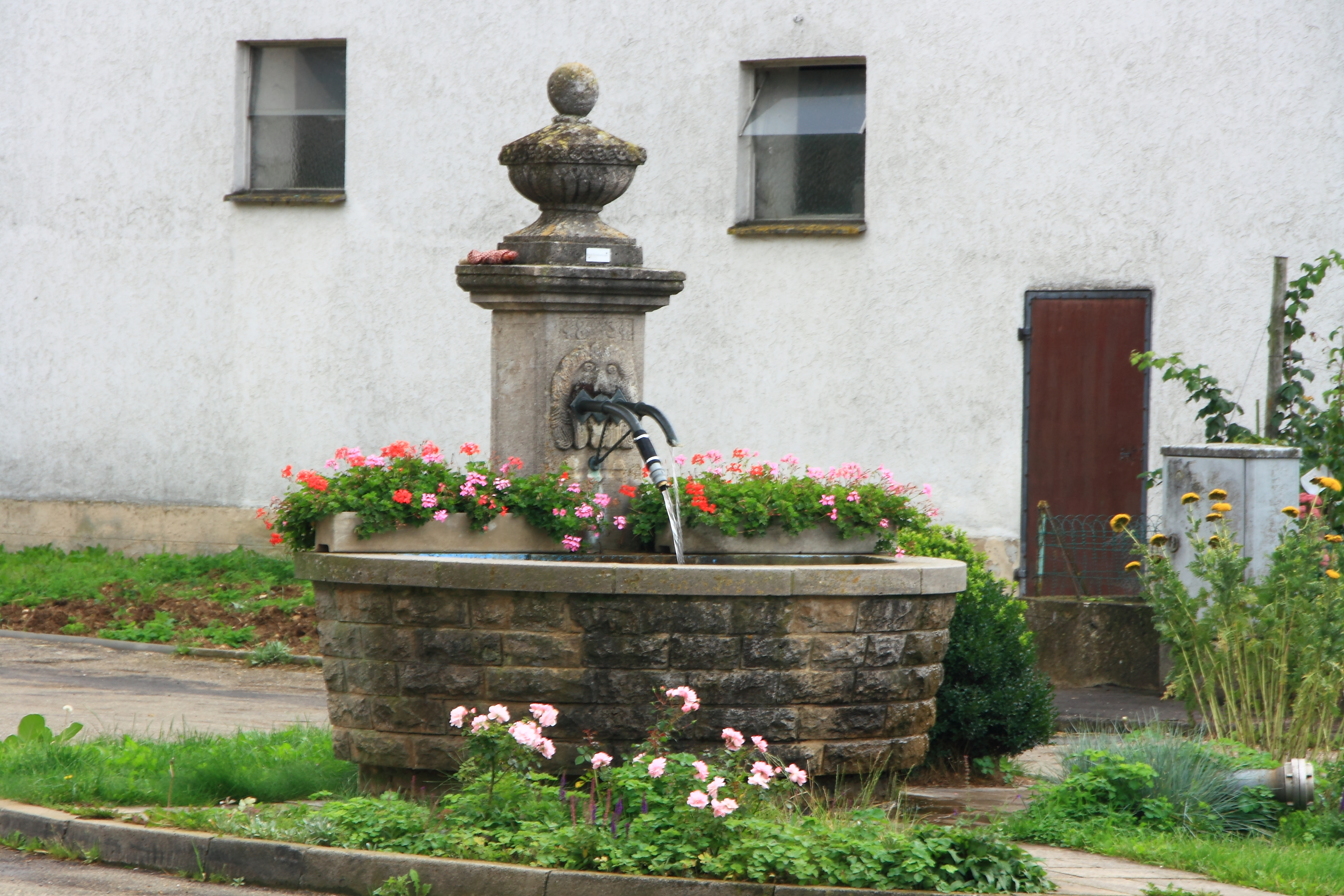
Ortsbrunnen in Queckbronn

### Ortsbrunnen
Im Ort befindet sich ein Brunnen mit Maskenrelief und Urnenbekrönung.

## Wirtschaft und Infrastruktur

### Verkehr
Queckbronn ist aus nordwestlicher und südöstlicher Richtung jeweils über die L 1003 zu erreichen, die den Ort durchquert. Im kleinen Stadtteil Queckbronn gibt es keine Straßennamen und alle Hausnummern werden mit Queckbronn bezeichnet.

### Wohnen und Bauen
Am nordwestlichen Ortsrand von Queckbronn befindet sich im Bereich Gansäcker ein aktuelles Wohnbaugebiet.